# Karniszyn
Karniszyn (prononciation : [karˈniʂɨn]) est un village polonais de la gmina de Bieżuń dans le powiat de Żuromin de la voïvodie de Mazovie dans le centre-est de la Pologne.
Il se situe à environ 4 kilomètres au nord-ouest de Bieżuń (siège de la gmina), 11 kilomètres au sud de Żuromin (siège de powiat) et 113 kilomètres au nord-ouest de Varsovie (capitale de la Pologne).
Le village comptait une population de 266 habitants en 1995.

## Histoire
De 1975 à 1998, le village appartenait administrativement à la voïvodie de Ciechanów.